# Sotra Patera
Sotra Patera (nazvana po otocima Sotra u Norveškoj) istaknuta je depresija na Titanu, najvećem Saturnovom mjesecu. Prije je bila poznata kao Sotra Facula; trenutni naziv odobren je 19. prosinca 2012.[nedostaje izvor] To je moguća kriovulkanska kaldera širine 30 km i 1,7 km dubine. Nalazi se istočno od najveće navodne kriovulkanske planine na Titanu, 1,45 km visokog Doom Monsa (dosl. Kleta gora). Sotra Patera je najdublja poznata jama na Titanu.
Ledeni vulkan ili kriovulkan Doom Mons tvori približno kružnu planinu dimenzija oko 65 kilometara široku. Ima dva vrha koji su visoki oko 1.000 metara, odnosno 1,450 metara visoki, a najdublja je Sotra Patera s 1.700 metara. Na bokovima planine vidljivi su tokovi nalik na prste, veličine možda 100 metara u debljini.
Misija Cassini – Huygens mapirala je Sotra Pateru koristeći ugrađeni radarski instrument na Cassiniju te vizualni i infracrveni spektrometar za mapiranje. Ranije istraživanje regije 2004. otkrilo je kružnu svijetlu točku ili faculu, koja je imala nadimak "Ruža". Kasniji prelet Cassinija ponovno je pregledao regiju iz drugog kuta, omogućujući članovima američkog Geološkog zavoda za astrogeologiju da stvore stereoskopsko mapiranje Sotra Patere i okolice. Istraživači su također otkrili još najmanje dvije planine i još jedan veliki krater, tvoreći lanac planina dugačak nekoliko stotina kilometara uz bok nizinama prekrivenim lavom.
S Doom Monsom, Sotra Patera smatra se "daleko najboljim dokazom za vulkansku topografiju bilo gdje dokumentiranu na ledenom satelitu", prema planetarnom znanstveniku Jeffreyu Kargelu sa Sveučilišta u Arizoni. Uspoređivan je sa zemaljskim vulkanima poput Etne, Lakija i vulkanskih stožaca u blizini Flagstaffa u Arizoni. Još nema dokaza o trenutačnoj aktivnosti, ali istraživači planiraju nadgledati područje zbog mogućih promjena.
Nejasno je što je moglo izbiti iz Sotra Patere - vjerojatno voda pomiješana s amonijem ili egzotičniji ugljikovodični spojevi poput polietilena, parafinskih voskova ili asfalta. Erupcije su također možda izbacile metan na površinu. Titanova gusta atmosfera metana neprestano se razbija sunčevom svjetlošću u gornjim slojevima atmosfere fotolizom; kriovulkanizam stoga može objasniti kako se atmosfera nadopunjava.
Pretpostavlja se da erupcije Sotra Patere potječu iz sloja tekuće vode koji leži ispod ledene kore Titana. Izrazito krateriran izgled planine ukazuje na to da je morala erumpirati sa znatnom snagom, ali precizan mehanizam kojim se to dogodilo nije dovoljno poznat. Tekuća voda obično je gušća od leda, ali moguće je da se gustoća vode može smanjiti miješanjem s drugim tvarima, poput amonijaka, što joj omogućuje da silom izbije na površinu. Alternativno, možda su odgovorni neki drugi mehanizmi kao što je podzemno stvaranje mjehurića metana ili nakupljanje tektonskog tlaka.